# Qəbələ Futbol Klubu
Qabala FC (em azeri, Qəbələ Futbol Klub) é um clube de futebol profissional azeri, baseado na cidade de Qabala.
Fundado em 1995 como Goy Gol, manda seus jogos no Gabala City Stadium, em Qabala, com capacidade para abrigar 2.000 torcedores.
As cores do Qabala são preto e branco.

## Contratação de impacto
Em maio de 2010, o Qabala surpreendeu o Azerbaijão ao anunciar a contratação de Tony Adams, ex-jogador do Arsenal e da Seleção Inglesa para ser o novo treinador dos Radares. O último trabalho de Adams como treinador fora no Portsmouth.

## Títulos
Yuksak League: 2005/06.
 Taça do Azerbaijão : 2018/19, 2022/23.

## Treinadores
- Faig Jabbarov
- Ramiz Mammadov (2006–2010)
- Tony Adams (2010–2011)